# Gillis Neyts
 (mai 2023).
Si vous disposez d'ouvrages ou d'articles de référence ou si vous connaissez des sites web de qualité traitant du thème abordé ici, merci de compléter l'article en donnant les références utiles à sa vérifiabilité et en les liant à la section « Notes et références ».
Gillis Neyts (1618 à Overijse dans la province du Brabant flamand en Belgique - 1687 à Anvers en Belgique) est un peintre, un dessinateur et un graveur.

## Biographie
Le lieu de sa formation n'est pas connu. On le retrouve à Anvers, où il se marie en 1643.
En 1647-1648, il est inscrit à la Gilde de Saint-Luc comme maître peintre et graveur. Selon une note manuscrite d'un recueil de dessins, il projette un voyage en Espagne.
En 1665, nous le retrouvons à Namur, où il est inscrit à la bourgeoisie de cette ville. Durant son séjour, il fera de nombreuses excursions dans la vallée mosane, comme en témoignent les nombreux dessins et peintures représentant des lieux de cette région.
Il fera également des séjours dans la région de Tournai et dans la ville de Lille.

## Œuvres

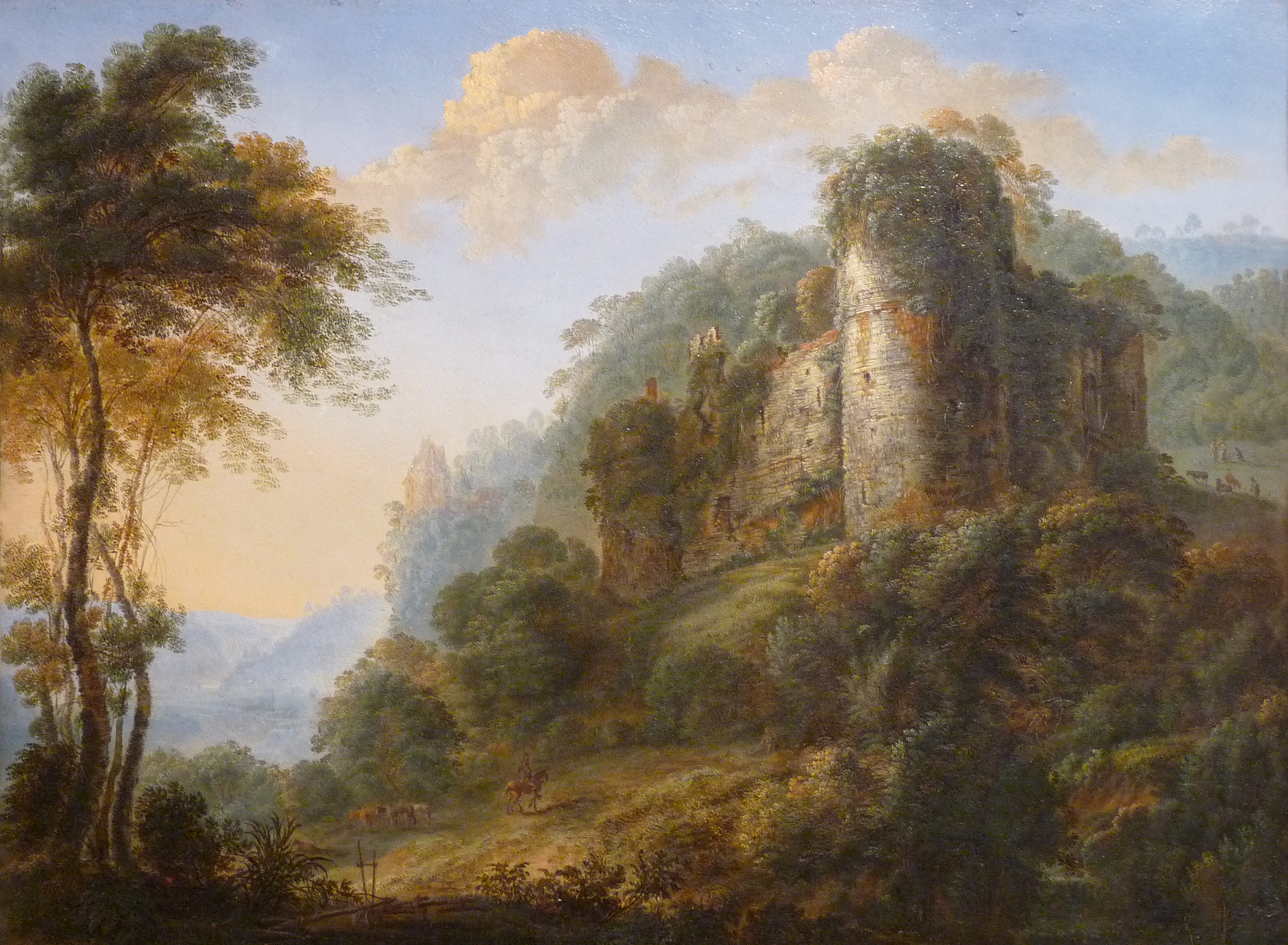
Paysage avec ruines de château (Musée Charles de Bruyères)

Au début de sa carrière, il insère dans ses paysages l'une ou l'autre scène mythologique ou religieuse comme dans les deux huiles sur bois conservées au City Art Gallery de York, Apollon et le Python et Vénus et Adonis. Mais très rapidement celles-ci cèdent la place à des scènes de la vie quotidienne qu'animent des petits personnages.
En effet, si Gillis Neyts est essentiellement un paysagiste, il est aussi en excellent peintre de figures. Les nombreuses études de figures conservées au British Museum, au Louvre et au Musée Boijmans Van Beuningen de Rotterdam peuvent en témoigner.
Gillis Neyts aime représenter des montagnes, des vallées encaissées, des torrents, des châteaux au sommet d'une butte rocheuse, des constructions en ruine à moitié enfouies dans la végétation (Budapest, Musée des beaux-arts).
Une particularité intéressante chez cet artiste est le grand nombre de villes et de constructions parfois reconnaissables que comporte son œuvre aussi bien picturale que graphique.
Bien que pas toujours rigoureux dans le respect du cadre environnemental des édifices représentés et cédant parfois à une certaine fantaisie, ses compositions n'en constituent pas moins un témoignage intéressant pour la connaissance du patrimoine ancien de la Belgique et plus spécialement de la région mosane.
Parmi les villes, sites et édifices représentés, citons : Anvers, Bouvignes (Cambridge, Fitzwilliam Museum), Bruxelles (Paris, Louvre), Dinant (Liège, Bibliothèque de l'Université), Dordrecht (Dordrecht, Sadsarchief), Huy (Musée communal), Namur (Namur Coll.Ville de Namur), Malonne (Paris, ENSBA), le château César à Vaulx (Remiremont, musée Charles de Bruyères), le château d'Antoing (Londres, British Museum), le château de Jehay-Bodegnée (Bruxelles, Bibliothèque royale), l'abbaye bénédictine de Saint-Amand-les-Eaux (Musée des Beaux-Arts de Valenciennes ; en dépôt au Musée municipal de la tour abbatiale de Saint-Amand-les-Eaux).
Il a peint peu de marines, mais on en retrouve un assez grand nombre dans ses dessins.
Si dans la composition de certains de ses tableaux, il reste tributaire de la tradition flamande de la peinture de paysage, dans d'autres il est plus proche de peintres hollandais italianisants comme Jan Both.
Quant à ses dessins, les plus typiques sont ceux où il utilise une technique que nous pourrions appeler pointilliste, où il saupoudre le papier d'une multitude de points et de courtes hachures dont la densité crée l'ombre ou la clarté.
Dans un certain nombre de dessins, il ajoute au pinceau de larges touches de lavis et d'aquarelle dans les mêmes tons brun, jaune et vert que ses peintures.
Dans les dernières années de sa vie, il semble s'être libéré de cette technique minutieuse, les points et les traits cédant la place à des lignes plus longues et extrêmement sinueuses, traversant des grandes feuilles qu'il signe non plus de l'initiale de son prénom Gillis mais de l'initiale AE de sa traduction latine Aegidius ou italienne Aegidio.
Ceci pose la question d'un voyage en Italie, question d'autant plus pertinent qu'un certain nombre de ses dessins représentent des paysages qui, par l'architecture des bâtiments, antiques ou contemporains et par l'atmosphère arcadienne qui s'en dégage, évoquent l'Italie.

## Dessins
Beaux-Arts de Paris :
- Paysage avec l'église de l'abbaye de Malonne-sur-Sambre[2], plume, encre brune, lavis d'encre brune et aquarelle, H. 0,128 ; L. 0,202 m. L'artiste séjourne à Namur entre 1662 et 1667 et en profite pour parcourir la région, muni de carnets de dessins. Il les remplit d'études saisies sur le motif à la plume et surtout à l'aquarelle. Le dessin de l'Ecole des Beaux-Arts fait partie de cette série. Il existe à la Fondation Custodia à Paris une autre étude du site vu depuis le Sud de l'abbaye, qui devait faire partie du même carnet de croquis[3].
- Torrent dans une vallée boisée[4], plume, encre brune, aquarelle et rehauts de blanc, H. 0,184 ; L. 0,242 m.
- Torrent[5], plume, encre noire, aquarelle et rehauts de blanc, H. 0,149 ; L. 0,194 m.

Ces deux dessins datent sans doute du séjour à Namur (1662-1667) de l'artiste. Ils représentent un coin de nature isolé : un torrent encaissé dans un petit vallon bordé d'arbres et de rochers.